# Srpce
Srpce (cyr. Српце) – wieś w Serbii, w okręgu braniczewskim, w gminie Kučevo. W 2011 roku liczyła 111 mieszkańców.